# Associazione Sportiva Taranto 1971-1972
Questa voce raccoglie le informazioni riguardanti l'Associazione Sportiva Taranto nelle competizioni ufficiali della stagione 1971-1972.

## Rosa
| N. |                   | Ruolo | Calciatore         |
| -- | ----------------- | ----- | ------------------ |
|    | Italia (bandiera) | C     | Luciano Aristei    |
|    | Italia (bandiera) | P     | Piero Baroncini    |
|    | Italia (bandiera) | A     | Bruno Beretti      |
|    | Italia (bandiera) | D     | Mario Biondi       |
|    | Italia (bandiera) | C     | Franco Campidonico |
|    | Italia (bandiera) | D     | Cesare Cattaneo    |
|    | Italia (bandiera) | P     | Paolo Cimpiel      |
|    | Italia (bandiera) | D     | Angelo Colletta    |
|    | Italia (bandiera) | A     | Livio Ferraro      |

| N. |                   | Ruolo | Calciatore         |
| -- | ----------------- | ----- | ------------------ |
|    | Italia (bandiera) | C     | Gino Gagliardelli  |
|    | Italia (bandiera) | A     | Giancarlo Morelli  |
|    | Italia (bandiera) | A     | Angelo Paina       |
|    | Italia (bandiera) | C     | Ambrogio Pelagalli |
|    | Italia (bandiera) | C     | Ivan Romanzini     |
|    | Italia (bandiera) | D     | Raffaello Rondoni  |
|    | Italia (bandiera) | C     | Marco Tartari      |
|    | Italia (bandiera) | D     | Luciano Teneggi    |
|    | Italia (bandiera) | D     | Armando Zuccalli   |

## Risultati

### Campionato

#### Girone di andata
| 26 settembre 1971 1ª giornata | Taranto | 2 – 1 | Monza |  |

| 3 ottobre 1971 2ª giornata | Brescia | 0 – 1 | Taranto |  |

| 10 ottobre 1971 3ª giornata | Taranto | 1 – 1 | Reggiana |  |

| 17 ottobre 1971 4ª giornata | Novara | 2 – 1 | Taranto |  |

| 24 ottobre 1971 5ª giornata | Taranto | 0 – 0 | Palermo |  |

| 10 gennaio 1999 6ª giornata | Taranto | 1 – 0 | Arezzo |  |

| 7 novembre 1971 7ª giornata | Sorrento | 0 – 2 | Taranto |  |

| 14 novembre 1971 8ª giornata | Como | 2 – 0 | Taranto |  |

| 21 novembre 1971 9ª giornata | Taranto | 2 – 0 | Ternana |  |

| 28 novembre 1971 10ª giornata | Cesena | 0 – 0 | Taranto |  |

| 5 dicembre 1971 11ª giornata | Taranto | 0 – 0 | Bari |  |

| 12 dicembre 1971 12ª giornata | Modena | 0 – 1 | Taranto |  |

| 19 dicembre 1971 13ª giornata | Reggina | 0 – 0 | Taranto |  |

| 26 dicembre 1971 14ª giornata | Taranto | 0 – 0 | Lazio |  |

| 2 gennaio 1972 15ª giornata | Foggia | 1 – 1 | Taranto |  |

| 9 gennaio 1972 16ª giornata | Genoa | 1 – 0 | Taranto |  |

| 16 gennaio 1972 17ª giornata | Taranto | 1 – 1 | Catania |  |

| 23 gennaio 1972 18ª giornata | Taranto | 1 – 1 | Perugia |  |

| 30 gennaio 1972 19ª giornata | Livorno | 1 – 0 | Taranto |  |

#### Girone di ritorno
| 13 febbraio 1972 20ª giornata | Monza | 1 – 0 | Taranto |  |

| 20 febbraio 1972 21ª giornata | Taranto | 1 – 0 | Brescia |  |

| 27 febbraio 1972 22ª giornata | Reggiana | 2 – 1 | Taranto |  |

| 5 marzo 1972 23ª giornata | Taranto | 1 – 0 | Novara |  |

| 12 marzo 1972 24ª giornata | Palermo | 3 – 0 | Taranto |  |

| 19 marzo 1972 25ª giornata | Arezzo | 1 – 0 | Taranto |  |

| 26 marzo 1972 26ª giornata | Taranto | 2 – 0 | Sorrento |  |

| 2 aprile 1972 27ª giornata | Taranto | 0 – 0 | Como |  |

| 9 aprile 1972 28ª giornata | Ternana | 2 – 0 | Taranto |  |

| 16 aprile 1972 29ª giornata | Taranto | 0 – 0 | Cesena |  |

| 23 aprile 1972 30ª giornata | Bari | 2 – 0 | Taranto |  |

| 30 aprile 1972 31ª giornata | Taranto | 0 – 1 | Modena |  |

| 7 maggio 1972 32ª giornata | Taranto | 4 – 1 | Reggina |  |

| 14 maggio 1972 33ª giornata | Lazio | 1 – 1 | Taranto |  |

| 21 maggio 1972 34ª giornata | Taranto | 4 – 2 | Foggia |  |

| 28 maggio 1972 35ª giornata | Taranto | 1 – 1 | Genoa |  |

| 4 giugno 1972 36ª giornata | Catania | 1 – 0 | Taranto |  |

| 11 giugno 1972 37ª giornata | Perugia | 2 – 0 | Taranto |  |

| 18 giugno 1972 38ª giornata | Taranto | 0 – 0 | Livorno |  |

## Statistiche

### Statistiche di squadra
| Competizione | Punti | In casa | In casa | In casa | In casa | In casa | In casa | In trasferta | In trasferta | In trasferta | In trasferta | In trasferta | In trasferta | Totale | Totale | Totale | Totale | Totale | Totale | DR |
| Competizione | Punti | G       | V       | N       | P       | Gf      | Gs      | G            | V            | N            | P            | Gf           | Gs           | G      | V      | N      | P      | Gf     | Gs     | DR |
| ------------ | ----- | ------- | ------- | ------- | ------- | ------- | ------- | ------------ | ------------ | ------------ | ------------ | ------------ | ------------ | ------ | ------ | ------ | ------ | ------ | ------ | -- |
| Serie B      | 36    | 19      | 8       | 10      | 1       | 21      | 9       | 19           | 3            | 4            | 12           | 8            | 22           | 38     | 11     | 14     | 13     | 29     | 31     | -2 |
| Coppa Italia | 2     | 2       | 0       | 2       | 0       | 1       | 1       | 2            | 0            | 0            | 2            | 1            | 5            | 4      | 0      | 2      | 2      | 2      | 6      | -4 |
| Totale       |       | 21      | 8       | 12      | 1       | 22      | 10      | 21           | 3            | 4            | 14           | 9            | 27           | 42     | 11     | 16     | 15     | 31     | 37     | -6 |

### Statistiche dei giocatori
| Giocatore       | Serie B  | Serie B | Coppa Italia | Coppa Italia | Totale   | Totale |
| Giocatore       | Presenze | Reti    | Presenze     | Reti         | Presenze | Reti   |
| --------------- | -------- | ------- | ------------ | ------------ | -------- | ------ |
| L. Aristei      | 34       | 2       | 4            | 0            | 38       | 2      |
| P. Baroncini    | 11       | -9      | -            | -            | 11       | -9     |
| B. Beretti      | 35       | 9       | 3            | 1            | 38       | 10     |
| M. Biondi       | 38       | 0       | 4            | 0            | 42       | 0      |
| F. Campidonico  | 20       | 2       | 3            | 0            | 23       | 2      |
| C. Cattaneo     | 28       | 1       | -            | -            | 28       | 1      |
| P. Cimpiel      | 29       | -22     | 4            | -6           | 33       | -28    |
| A. Colletta     | 35       | 2       | 4            | 0            | 39       | 2      |
| L. Ferraro      | 16       | 1       | -            | -            | 16       | 1      |
| G. Gagliardelli | 32       | 2       | 4            | 0            | 36       | 2      |
| G. Morelli      | 34       | 2       | 4            | 1            | 38       | 3      |
| A. Paina        | 25       | 5       | 2            | 0            | 27       | 5      |
| A. Pelagalli    | 38       | 0       | 4            | 0            | 42       | 0      |
| I. Romanzini    | 33       | 1       | 4            | 0            | 37       | 1      |
| R. Rondoni      | 5        | 0       | -            | -            | 5        | 0      |
| M. Tartari      | 20       | 0       | 4            | 0            | 24       | 0      |
| L. Teneggi      | 13       | 0       | 4            | 0            | 17       | 0      |
| A. Zuccalli     | 7        | 0       | -            | -            | 7        | 0      |